# Israël aux Jeux olympiques
Israël a participé pour la première fois aux Jeux olympiques en 1952.
Israël a envoyé une équipe à chaque édition des Jeux olympiques d'été depuis 1952 sauf aux Jeux olympiques d'été de 1980 de Moscou, et à chaque édition des Jeux Olympiques d'hiver depuis 1994.
Lors des Jeux olympiques d'été de 1972, 11 membres de la délégation israélienne ont été assassinés par des terroristes du Septembre noir lors d'une prise d'otages. 
Israël a gagné sa première médaille olympique en 1992 où la judoka Yael Arad a gagné une médaille d'argent.
Israël a eu plus de succès aux Jeux paralympiques qu'aux Jeux olympiques. Israël a remporté 124 médailles d'or aux Jeux paralympiques d'été, mais seulement 4 aux Jeux olympiques d'été avec Gal Fridman, Artem Dolgopyat , Linoy Ashram et Tom Reuveny.